# Czarni Słupsk
El Energa Czarni Słupsk es un equipo de baloncesto polaco que compite en la TBL, la primera división del país. Tiene su sede en la ciudad de Słupsk. Disputa sus partidos en el Hala Gryfia, con capacidad para 3200 espectadores.

## Nombres
- Alkpol-Czarni (1997-1999)
- Brok-Alkpol (1999-2001)
- M&S Okna  (2001)
- Brok Czarni (2001-2002)
- Czarni (2002-2005)
- Energa Czarni (2005-)

## Resultados en la Liga polaca
| Temporada | Posición | Liga Regular | Entrenador                                    |
| --------- | -------- | ------------ | --------------------------------------------- |
| 1999/2000 | 8th      | 5th          | Jerzy Chudeusz/Nikša Bavčević                 |
| 2000/2001 | 7th      | 7th          | Boško Božić/Tadeusz Aleksandrowicz/Štefan Tot |
| 2001/2002 | 10th     | 10th         | Aleksander Krutikow                           |
| 2002/2003 | 7th      | 7th          | Tadeusz Aleksandrowicz                        |
| 2003/2004 | 9th      | 9th          | Tadeusz Aleksandrowicz                        |
| 2004/2005 | 9th      | 9th          | Jerzy Chudeusz/Andrzej Kowalczyk              |
| 2005/2006 | 3rd      | 4th          | Igor Griszczuk                                |
| 2006/2007 | 5th      | 5th          | Igor Griszczuk                                |
| 2007/2008 | 11th     | 11th         | Igor Griszczuk/Mirosław Lisztwan              |
| 2008/2009 | 4th      | 6th          | Andriej Podkowyrow/Gašper Okorn               |
| 2009/2010 | 8th      | 8th          | Igors Miglinieks                              |
| 2010/2011 | 3rd      | 4th          | Dainius Adomaitis                             |
| 2011/2012 | 6th      | 3rd          | Dainius Adomaitis                             |
| 2012/2013 | 7th      | 6th          | Andrej Urlep                                  |
| 2013/2014 | 5th      | 5th          | Andrej Urlep                                  |
| 2014/2015 | 3th      | 4th          | Donaldas Kairys                               |

## Palmarés
- Liga de Polonia
  - Terceros (3): 2006, 2011, 2015
- Copa de Polonia
  - Subcampeón (1): 2005

## Jugadores destacados
| - Ruslan Baydakov - Igor Korneenkov - Andrei Krivonos - Aliaksandr Kudrautsau - Aliaksei Lashkevich - Andrei Vasileuka - Oleg Yushkin - Ermin Jazvin - Gordan Zadravec - Scott Morrison - Mateo Kedzo - Drago Pasalić - Denis Vrsaljko - Michael Andersen - Tarmo Kikerpill - Margus Metstak - Beqa Tsivtsivadze - Mindaugas Burneika - Valdas Dabkus - Evaldas Jocys - Alvydas Tenys - Žydrūnas Urbonas - Bojan Trajkovski | - Bojan Bakić - Marcin Dutkiewicz - Karol Gruszecki - Mateusz Jarmakowicz - Łukasz Wiśniewski - Elshat Gadashev - Aleksei Komarov - Jaka Daneu - Predrag Arsic - Miljan Čurovič - Dalibor Djapa - Nemanja Jelesijević - Todd Abernethy - William Avery - Cameron Bennerman - Demetric Bennett - Christopher Booker - Tyrone Brazelton - James Brewer - Charles Burkett - Antonio Burks - Stanley Burrell | - Ronnie Clark - Matthew Crenshaw - Chris Daniels - Jeremiah Davis - Bryan Davis - Alex Dunn - Callistus Eziukwu - William Franklin - Bertengeh Gadri-Nicholson - Jerry Green - Alex Harris - Dave Harrison - Alex Holcombe - Rolando Howell - James Hughes - Jordan Hulls - Lee Humphrey - Jack Ingram - Dru Joyce - Levi Knutson - Billy McCaffrey - Chris Oakes - Paul Reed | - Edward Scott - Kyle Shiloh - Rahsaan Smith - Marco Spears - Jason Straight - Garrett Stutz - John Taylor - Joseph Taylor - Roderick Trice - Darrell Tucker - Ayinde Ubaka - David Weaver - LeShell Wilson - Keith Wright - Derrick Zimmerman - Simo Atanacković - Zdravko Radulovic - Robert Tomaszek - Gabe Muoneke - Oded Brandwein - Andrei Lebedev - Omar Barlett - Darnell Hinson |